# 电白省藤
电白省藤（学名：Calamus dianbaiensis）为棕榈科省藤属下的一个种。